# Sphaerosyllis thomasi
Sphaerosyllis thomasi är en ringmaskart som beskrevs av San Martín 1984. Sphaerosyllis thomasi ingår i släktet Sphaerosyllis och familjen Syllidae. Inga underarter finns listade i Catalogue of Life.